# Matériel de peinture
Voici une liste de matériel de peinture, classée par catégories.

## Médiums

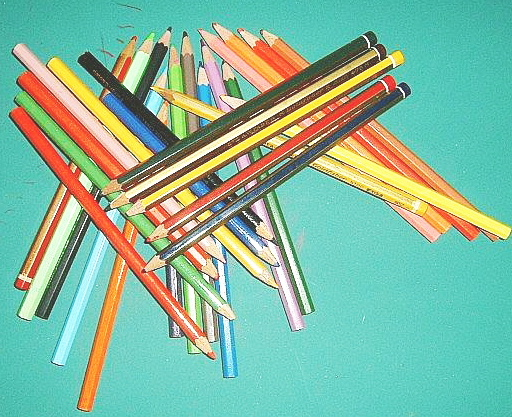
Crayons de couleur

Par « médium », on entend ici le matériel de peinture ou dessin qui sert de véhicule à la couleur. À ne pas confondre avec le  médium à peindre, qui désigne le mélange singulier de liant (huile siccative, liant acrylique), de diluant (essence de térébenthine, white spirit) et d'une résine (pin, dammar, acrylique) permettant au peintre d'améliorer la consistance de sa peinture.
Couleur
- Aquarelle
- Craie
- Crayon de couleur et Crayon aquarellable
- Encaustique
- Encre
- Gouache
- Pastel secs et Crayon pastel
- Pastels gras (à l'huile ou à la cire)
- Peinture acrylique
- Peinture à l'huile
- Huile solide
- Pigments
- Sanguine
- Feutre
- Tempera

Noir et blanc
- Crayon graphite (crayon à papier)
- Encre de Chine
- Fusain
- Mine de plomb
- Pierre noire
- Pointe d'argent

## Instruments
Un artiste audacieux peut créer, expérimenter un nouvel outil. Ainsi, un seau percé permettra à Max Ernst puis Jackson Pollock d'étendre de la peinture. Voici la liste des instruments traditionnels.
- Aérographe et spray
- Brosse à peindre
- Brosse à dents (pour des effets type aérosols).
- Canet (morceau de roseau taillé en biseau).
- Calame (bambou ou roseau)
- Couteau à peindre
- Couteau à palette ou spatule)
- Éponge
- Gomme
  - Gomme mie de pain
- Pinceau
  - Pinceau à aquarelle
  - Pinceau à lavis
- Plume (métallique et d'oie)
- Portemine
- Stylet
- Stylo-feutre
- Stylo-bille
- Stylo plume
- Stylo-pinceau
- Stylo tubulaire
- Tire-ligne

## Accessoires
- Appuie-main
- Carton à dessin
- Chambre claire
- Chevalet
- Épiscope (projecteur de dessin)
- Estompe
- Fil à plomb
- Godet à palette
- Kraft gommé (pour l'aquarelle)
- Lave-pinceau
- Mannequin
- Palette
- Pincelier
- Ruban adhésif
- Tortillon

## Auxiliaires
- Apprêt
- Caséine
- Colle
  - Colle de peau ou d'os
  - Colle de poisson
- Craie
- Enduit
- Gel
- Gélatine
- Gesso
- Fixatif
- Huile siccative
  - Huile de lin
  - Huile de carthame
  - Huile d'œillette
  - Huile de noix
- Médium à peindre
- Résine
- Siccatif
- Vernis (à retoucher ou définitif)

## Supports
- Châssis voir aussi Format de châssis
- Bois
- Carton
- Carte à gratter
- Calque
- Mur ou grotte
- Papier, voir aussi Format de papier
  - Papier aquarelle
  - Papier dessin
  - Papier calque
  - Papier indien
  - Papier kraft
  - Papier soie (également appelé Papier chinois)
- Papyrus
- Parchemin
- Porcelaine
- Soie
- Toile (peinture)
- Verre